# Liste der indo-griechischen und baktrisch-griechischen Könige
Die indo-griechischen und griechisch-baktrischen Könige herrschten im Griechisch-Baktrischen Königreich und im Indo-Griechischen Königreich. Sie sind zum großen Teil nur von ihren Münzen bekannt (griechisch-baktrisches Münzwesen, indo-griechisches Münzwesen). Nur einige wenige Herrscher des 3. und 2. Jahrhunderts v. Chr. werden bei klassischen Autoren genannt. Reihenfolge und Herrschaftsgebiete, Verwandtschaftsbeziehungen sind in der Forschung umstritten. Die Regierungszeiten sind meist nur Schätzungen.

## Baktrien
| König                     | Datierung             | Kommentar                                                | Münze |
| ------------------------- | --------------------- | -------------------------------------------------------- | ----- |
| Diodotos I.               | ca. 255–235 v. Chr.   |                                                          |       |
| Diodotos II.              | ca. 235–225 v. Chr.   | Sohn Diodotos’ I.                                        |       |
| Euthydemos I.             | ca. 225–200 v. Chr.   | Usurpator und Gründer des Hauses Euthydemos              |       |
| Demetrios I.              | ca. 200–182 v. Chr.   | Sohn Euthydemos’ I.                                      |       |
| Euthydemos II.            | ca. 182–175 v. Chr.   | erster Sohn von Demetrios I.?                            |       |
| Demetrios II.             | ca. 175–168/7 v. Chr. | zweiter Sohn Demetrios’ I.?                              |       |
| Antimachos I.             | ca. 168/7–160 v. Chr. | Euthydemide, Sohn Demetrios’ I.?                         |       |
| Eumenes                   | ca. 165 v. Chr.       | Koregent Antimachos’ I., bisher nicht von Münzen bekannt |       |
| Antimachos II. Nikephoros | ca. 165–160 v. Chr.   | Koregent Antimachos’ I.                                  |       |
| Eukratides I.             | ca. 171–145 v. Chr.   | Usurpator, Gründer des Hauses Eukratides                 |       |
| Eukratides II. Soter      | ca. 157 v. Chr.?      | Sohn und Mitregent Eukratides’ I.                        |       |
| Heliokles I.              | ca. 157–145 v. Chr.   | Sohn Eukratides’ I.                                      |       |

### Gandhara, Hindukusch, Punjab
| König              | Datierung                          | Kommentar | Münze |
| ------------------ | ---------------------------------- | --- | ----- |
| Pantaleon          | um 190–180 v. Chr.                 | |       |
| Agathokles         | ca. 190 v. Chr. bis um 180 v. Chr. | Vasalle Demetrios’ I. (?)                                                                                    |       |
| Apollodotos I.     | ca. 182/175–165/4 v. Chr.          | Euthydemide, Sohn Demetrios’ I.?                                                                             |       |
| Menandros I. Soter | ca. 166/155/130–110 v. Chr.        | Eroberung großer Teile Indiens, letzter indo-griechischer Herrscher, der bei antiken Autoren überliefert ist |       |
| Agathokleia        |                                    | vielleicht ehemalige Gattin Menandros’ I., regierte für ihren Sohn Straton I.                                |       |
| Straton I.         | ca. 125–110 v. Chr.                | Sohn Menandros’ I.?                                                                                          |       |

### Schwer einzuordnen (alphabetisch)
| König           | Datierung              | Kommentar                                              | Münze |
| --------------- | ---------------------- | ------------------------------------------------------ | ----- |
| Amyntas         | 1. Jahrhundert v. Chr. | Prägte größte Silbermünze der Antike                   |       |
| Antialkidas     | um 100 v. Chr.         | Von einer zeitgenössischen Inschrift bekannt           |       |
| Apollodotos II. | 1, Jahrhundert v. Chr. | nannte sich Großkönig; erneute Expansionsbestrebungen  |       |
| Apollophanes    |                        |                                                        |       |
| Archebios       |                        |                                                        |       |
| Artemidoros     | um 100–85 v. Chr.      | Zeitgenosse des Maues; bezeichnet sich als dessen Sohn |       |
| Diomedes        | um 100 v. Chr.         |                                                        |       |
| Dionysios       |                        |                                                        |       |
| Epandros        |                        |                                                        |       |
| Heliokles II.   | ca. 100 v. Chr.        |                                                        |       |
| Hermaios        | ca. 90 bis 70 v. Chr.  |                                                        |       |
| Hippostratos    | um 65 bis 50 v. Chr.   |                                                        |       |
| Lysias          | kurz nach 120 v. Chr.  |                                                        |       |
| Nikias          | um 100 v. Chr.         |                                                        |       |
| Peukolaos       | ca. 90 v. Chr.         | kurze Regierungszeit                                   |       |
| Philoxenos      | ca. 120 v. Chr.?       | zahlreiche Münzen                                      |       |
| Platon          | um 138/137 v. Chr.     |                                                        |       |
| Polyxenos       | ca. 100 v. Chr.        | kurze Regierungszeit                                   |       |
| Straton II.     | um Christi Geburt      | letzter indo-griechischer Herrscher                    |       |
| Telephos        |                        |                                                        |       |
| Theophilos      | 130–90 v. Chr.         | kurze Regierungszeit                                   |       |
| Zoilos I.       | um 140 v. Chr. ?       |                                                        |       |
| Zoilos II.      | 50–30 v. Chr.          |                                                        |       |